# گوردونزویل (مینه‌سوتا)
گوردونزویل (به انگلیسی: Gordonsville) یک منطقهٔ مسکونی در ایالات متحده آمریکا است که در شهرستان فری‌بورن، مینه‌سوتا واقع شده‌است. گوردونزویل ۳۷۰٫۹۵ متر بالاتر از سطح دریا قرار دارد.